# Công suất phản kháng
Công suất phản kháng, công suất hư kháng,công suất ảo Q là 1 khái niệm trong ngành kĩ thuật điện dùng để chỉ phần công suất điện được chuyển ngược về nguồn cung cấp năng lượng trong mỗi chu kỳ do sự tích lũy năng lượng trong các thành phần cảm kháng và dung kháng, được tạo ra bởi sự lệch pha giữa hiệu điện thế u(t) và dòng điện i(t).
Khi u(t), i(t) biến đổi theo đồ thị hàm sin thì {\displaystyle Q=U\ I\ \sin \varphi }, với U, I: giá trị hiệu dụng u(t), i(t); φ là pha lệch giữa u(t), i(t).
Công suất hư kháng Q là phần ảo của công suất biểu kiến S, S = P + iQ.
Đơn vị đo Q là var (volt amperes reactive), 1 kvar = 1000 var.